# AS Solidarité
O AS Solidarité é um clube de futebol com sede em Port-Gentil, Gabão. 

## História
A equipe compete no Campeonato Gabonês de Futebol.